# Андерсон, Иван
Иван Алехандро Андерсон Эрнандес (исп. Iván Alejandro Anderson Hernández; род. 24 ноября 1997, Панама) — панамский футболист, защитник клуба «Форталеса Сипакира» и сборной Панамы.

## Клубная карьера
Андерсон — воспитанник клуба «Тауро». В 2018 году в матче против «Индепендьенте Ла-Чоррера» он дебютировал в чемпионате Панамы. 29 апреля в поединке против «Спортинга» из Сан-Мигелито Иван забил свой первый гол за «Туаро». В составе клуба игрок дважды выиграл чемпионат. В начале 2021 года Андерсон на правах аренды перешёл в «Университарио». 21 февраля в матче против «Верагаус Юнайтед» он дебютировал за новую команду. 9 апреля в поединке против «Арабе Унидо» Иван забил свой первый гол за «Университарио».
В начале 2022 года Андерсон был арендован венесуэльским клубом «Монагас». 26 февраля в матче против «Минерос Гуаяна» он дебютировал в венесуэльской Примере. 6 марта в поединке против «Карабобо» Иван забил свой первый гол за «Монагас». По окончании аренды клуб выкупил трансфер игрока.
В начале 2024 года Андерсон на правах аренды перешёл в колумбийский «Форталеса Сипакира». 21 января в матче против «Депортес Толима» он дебютировал в Кубке Мустанга.

## Международная карьера
В 2019 году в составе олимпийской сборной Панамы Андерсон принял участие в Панамериканских играх в Перу. На турнире он сыграл в матчах против команд Мексики, Аргентины, Эквадора и Ямайки.
28 января 2019 года в товарищеском матче против сборной США Андерсон дебютировал за сборную Панамы.
В 2023 году Андерсон принял участие в Золотом кубке КОНКАКАФ в США. На турнире он сыграл в матчах против сборных США и Мексики. В поединке против американцев Иван забил свой первый гол за национальную команду.
В 2024 году Андерсон принял участие в Кубке Америки в США. На турнире он был запасным и на поле не вышел.

### Голы за сборную Панамы
| №  | Дата         | Место                              | Противник | Счёт | Результат | Соревнование                |
| -- | ------------ | ---------------------------------- | --------- | ---- | --------- | --------------------------- |
| 1. | 12 июля 2023 | Снэпдрэгон Стэдиум, Сан-Диего, США | США       | 0:1  | 1:1       | Золотой кубок КОНКАКАФ 2023 |

## Достижения
Клубные
 «Тауро»
- Победитель чемпионата Панамы (2) — Апертура 2018, Апертура 2019